# Canicola haemoglobinophilus
Espèce
Canicola haemoglobinophilus est une espèce de bactéries à coloration de Gram négatif de la famille des Pasteurellaceae. Elles sont responsables d'infections chez le chien.

## Description
L'espèce C. haemoglobinophilus  est formée de bactéries gram négatives. Elles ont une forme de coccobacilles et sont non mobiles, indole positives et capable de fermenter le mannitol. Lors de la description comme espèce type du genre Canicola, elle se comporte comme les autres genres de la famille Pasteurellaceae par sa réaction positive au test catalase, son absence de besoin du Facteur V pour sa croissance, l'absence d'hémolyse sur gélose sang et ses résultats négatifs à la réaction de Voges-Proskauer et au test uréase. Sur la base des caractéristiques biochimiques seules, cette espèce ne peut pas être séparée des genres Aggregatibacter, Avibacterium, Frederiksenia et Spirabiliibacterium.
Le contenu en bases nucléiques G+C est de 37,0 à 37,8 %.

## Pathogénicité
Canicola haemoglobinophilus est une bactérie responsable d'infections du tractus urogénital et d'infections respiratoires chez le chien.

## Taxonomie
Le nom correct complet (avec auteur) de ce taxon est Canicola haemoglobinophilus (Lehmann & Neumann 1907) Christensen et al. 2021.
La souche type de l'espèce est la souche CCUG 3714 (=ATCC 19416=NCTC 1659) qui a été isolée en 1901 du prépuce d'un chien en Allemagne.
Canicola haemoglobinophilus a plusieurs synonymes, :
- Bacterium haemoglobinophilus Lehmann & Neumann 1907
- Haemophilus haemoglobinophilus (Lehmann & Neumann 1907) Murray 1939
- Bacillus haemoglobinophilus canis
- Bisgaard taxon 35
- Haemophilus canis
- Hemophilus canis

### Étymologie
L'étymologie de l'épithète spécifique hae.mo.glo.bi.no’phi.lus. N.L. neut. n. haemoglobinum, hémoglobine; N.L. masc. adj. suff. -philus, ami, aimant; dl'adjectif masculin grec philos, sur; N.L. masc. adj. haemoglobinophilus, aimant l'hémoglobine.

### Phylogénie
L'analyse phylogénétique des gènes de l'ARNr 16S et rpoBde 21 souches d'H. haemoglobinophilus et du groupe «Bisgaard taxon 35» révèle que ces bactéries forment un groupe monophylétique. Lors de cette étude, Glaesserella australis se retrouve être l'espèce la plus proche avec une similarité de séquence de l'ARNr 16S de 96,1 %. L'étude a ensuite analysé la phylogénie basé sur les séquences conservées de protéines. Celle-ci ne montre qu'une similarité de 81 % avec le genre Rodentibacter inférieur aux 85 % habituellement observés au sein de la famille Pasteurellaceae et surtout de seulement 77 % avec Haemophilus influenzae, espèce type du genre Haemophilus démontrant que H. haemoglobinophilus n'appartient pas à ce dernier.